# Football Club Crotone
El Football Club Crotone es un club de fútbol de Italia, de Crotona, en Calabria. Compite en la Serie C, tercera categoría del fútbol italiano.
Fue fundado en 1910 con la denominación de SS Crotona, pero se afilió a las competencias nacionales italianas en 1921. Después de la guerra, el club fue refundado bajo el nombre de US Crotone. Esta institución fue refundada nuevamente en 1979 con el nombre de AS Crotone, que cambió de nombre varias veces hasta su exclusión de los campeonatos de la Federación Italiana de Fútbol en 1991. Para dar continuidad al fútbol de Crotona, otro club de la ciudad llamado A.P. Nuova Crotone M.J. se convirtió en la continuación natural de la antigua sociedad. El club adoptó el nombre de Football Club Crotone al final de la temporada 2000-01, en su debut en la Serie B.
En el año 2016 el Crotone obtuvo el ascenso por primera vez a la Serie A, por lo que se convirtió en el tercer conjunto de Calabria, luego de Catanzaro y la Reggina, en alcanzar la máxima categoría.

## Historia

### Desde los comienzos a los años 1970

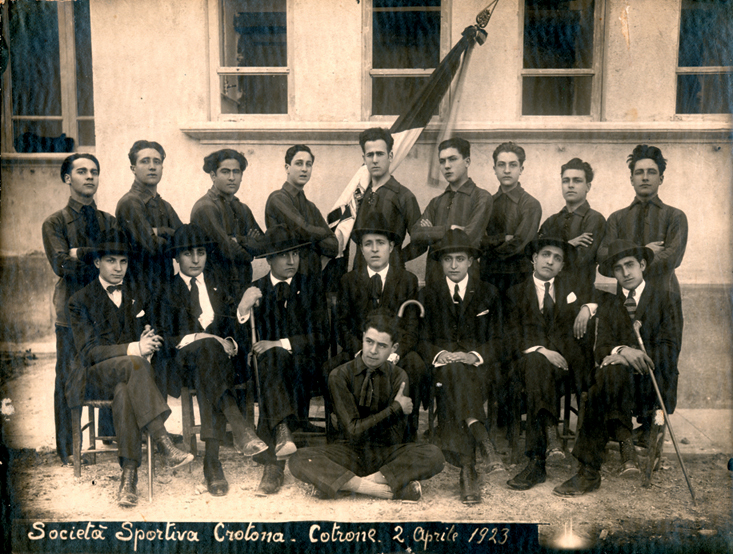
Primera foto oficial, 2 de abril de 1923.

Su historia comienza con su afiliación a las competencias italianas en 1923, sin embargo, no fue hasta 1927 donde logra afiliarse en la Liga de Calabria, año donde comenzó a participar de partidos oficiales, y donde su historia comienza.  
Durante los años 1945 a 1978, jugó en la Serie C (tercera división italiana) consolidado en este torneo hasta tal punto que disputó casi todas sus ediciones, exceptuando los cotejos disputados entre los años 1952 y 1959, y la temporada 1963/64, ya que había descendido y se encontraba jugando en categorías inferiores.

### 1979-1994: Años oscuros
En el año 1979, Crotone se declara en quiebra, había sido relegado recientemente a la Serie C2, donde dio una campaña desastrosa, correspondiéndole el descenso a los torneos regionales, pero no fue así, Crotone no se inscribió a dichos torneos, quedando obligado a jugar en la Primera División de Calabria. 
El club se refundó, y en la temporada 1980/81 de la Liga de Calabria, logra el ascenso a los torneos interregionales.  Tiene un fugaz paso en dicha categoría; para la temporada 1983/84 asciende a la Serie C2, en la cual logra mantenerse establemente hasta una nueva quiebra, al finalizar la temporada 1990/91.
Nuevamente el club se encuentra en la Primera División de Calabria, categoría de la cual no podría salir hasta la temporada 1994/95, donde consigue el ascenso a los torneos interregionales.

### Retorno a la competición

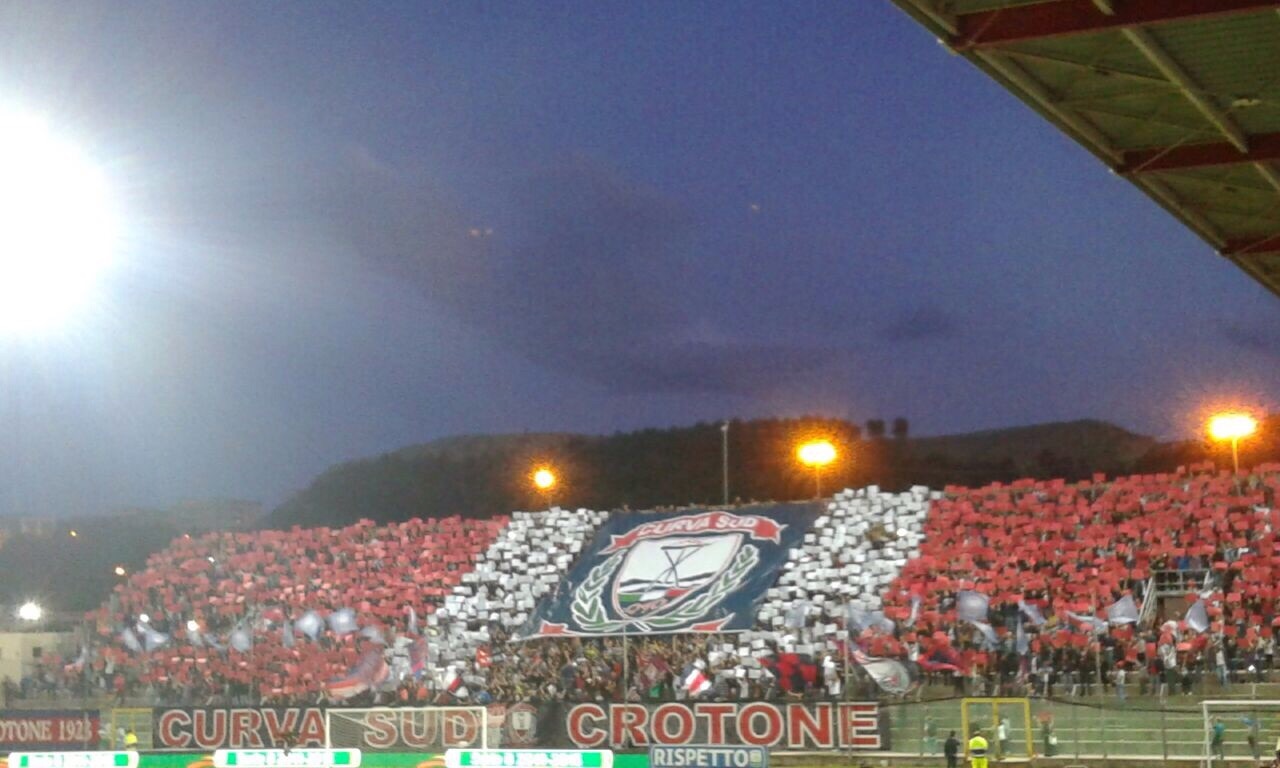
Gradas del estadio Ezio Scida luciendo los símbolos del club.

En el año 1997, Crotone consigue un nuevo ascenso, para participar de la Serie C2 1997/98. Crotone vuelve a tener un fugaz paso por una categoría, puesto que al final de la temporada 1997/98, el club asciende a la Serie C1.
En el año 2000, tan solo 2 años después de su ascenso a la tercera división de Italia, Crotone asciende por primera vez a la Serie B (segunda división italiana) en su historia. 
Tras un período de ascensos y descensos muy alternados entre Serie B y Serie C, Crotone vuelve a ascender a Serie B en el año 2009, para competir a partir de la temporada 2009-10 de dicho certamen, en el cual se mantuvo hasta la temporada 2015-16, en la que, tras terminar 2°, ascendería a la Serie A  2016-17, por primera vez en su historia. 
Para la temporada 2016-17 ascendió por primera vez en su historia a la Serie A tras un empate 1-1 contra el Modena FC. Durante esa temporada pese a estar en puestos de descenso durante la primera mitad de la campaña, logran una buena racha de resultados en la segunda vuelta, cerrando con una heroica última jornada ganando al SC Lazio y consiguiendo una valiosa permanencia.
Tras caer frente al SSC Napoli en la última jornada de la Serie A 2017/18, Crotone finaliza 18° en la tabla de posiciones, correspondiéndole el descenso a la Serie B 2018/19. En la temporada 2019-20 de la Serie B el club logra el ascenso dos temporadas después a la Serie A sin embargo en su tercera temporada en Serie A tras un flojo torneo Crotone vuelve a descender a la Serie B para la temporada 2021-22. Donde volvió a tener un mal desempeño  que lo hizo descender a la Serie C para la temporada 2022-23

## Uniforme

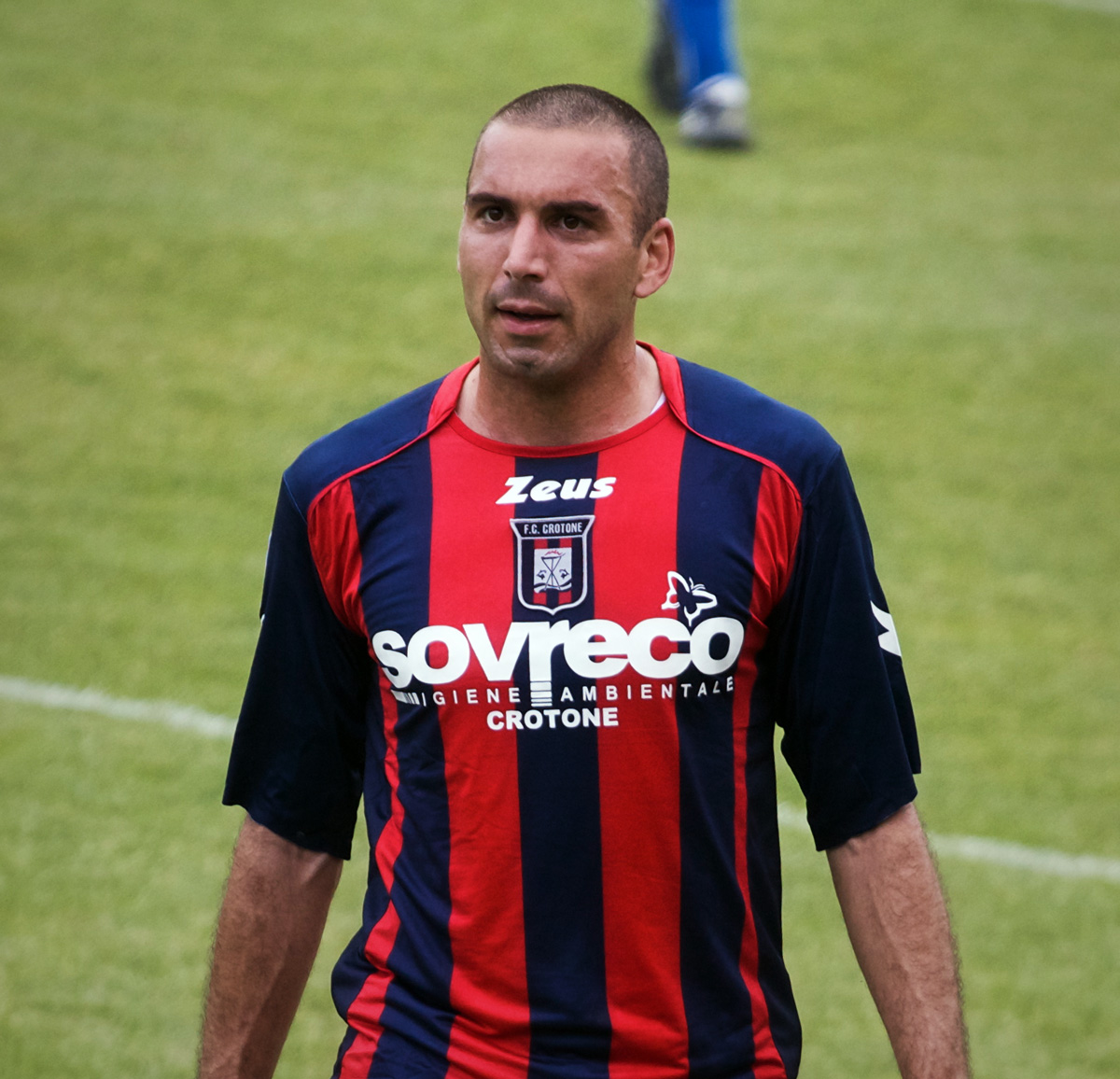
El defensor Giuseppe Abruzzese con la clásica camiseta a franjas rojas y azules.

Desde su fundación el club utiliza los colores azul y rojo derivados del escudo de armas de Crotona. El uniforme tradicional de la institución consiste en una camiseta a franjas verticales rojas y azules, pantalones azules con detalles en rojo, y medias rojas y azules. El uniforme alternativo suele ser blanco con detalles en rojo y azul, mientras que el tercer uniforme se caracteriza por utilizar colores que se alejan de la gama cromática antes mencionada, con colores como amarillo o verde.
Desde el año 2010 se comenzó a incluir en las camisetas referencias a los símbolos de la institución y también a la historia de la ciudad, importante colonia de la Magna Grecia. Un ejemplo de esto son las tres letras KRO, bordadas en caracteres arcaicos griegos en la parte superior de la espalda.
Un paréntesis significativo en el campo de los colores habituales tuvo lugar en el bienio 1991-93, cuando el papel del primer equipo de la ciudad lo ocupó el Nuova Crotone, que llevó los colores amarillo y negro. De forma posterior se retomaron los colores tradicionales rojos y azules con el inicio de la gestión del grupo Vrenna.

### Uniforme titular
| 2016-17 | 2018-19 | 2019-20 |

### Uniforme alternativo
| 2016-17 | 2018-19 | 2019-20 |

### Tercer uniforme
| 2016-17 | 2018-19 | 2019-20 |

## Entrenadores

### Cronología
- Giorgio Tricoli (1954-55)
- Bruno Giordano (1996-97)
- Antonello Cuccureddu (1999-01)
- Giuseppe Papadopulo (2000-01)
- Antonio Cabrini (2001)
- Stefano Cuoghi (2001-02)
- Franco Selvaggi (2002)
- Gian Piero Gasperini (2003-06)
- Andrea Agostinelli (2004-05)
- Elio Gustinetti (2006-07)
- Guido Carboni (2007)
- Francesco Moriero (2008-09)
- Franco Lerda (2009-10)
- Leonardo Menichini (2010)
- Eugenio Corini (2010-11)
- Leonardo Menichini (2010-12)
- Massimo Drago (2012-15)
- Ivan Jurić (2015-16)
- Davide Nicola (2016-17)[1]
- Walter Zenga (2017-18)
- Giovanni Stroppa (2018-21)
- Serse Cosmi (2021)

## Palmarés

### Torneos interregionales
- Serie C1 (1): 1999-00 (Grupo B)[2]
- IV Serie (1): 1958-59 (Grupo H)
- Campionato Interregionale (2): 1983-84 (Grupo I), 1986-87 (Grupo L)
- Serie D (1): 1963-64 (Grupo F)
- Campionato Nazionale Dilettanti (1): 1996-97 (Grupo I)

### Torneos regionales
- Eccellenza Calabria (1): 1994-95
- Copa Italia de Aficionados Calabria (1): 1994-95
- Promozione Calabria (2): 1980-81, 1993-94 (Grupo A)
- Prima Categoria Calabria (2): 1979-80 (Grupo B), 1991-92